# Elisabeth Medou Badang
Elisabeth Medou Badang, née le 7 décembre 1963 est une cheffe d'entreprise camerounaise. Originaire de Mfoulassi, près de Sangmelima dans la région du Sud Cameroun, elle est depuis 14 février 2018 la directrice zone et porte-parole d'Orange pour la zone Moyen-Orient et Afrique. Elle a été du 2 décembre 2013 au 10 février 2018, la première femme et la première camerounaise directrice générale de l'entreprise de Télécommunications Orange Cameroun.

## Biographie

### Enfance et éducation
Née le 7 décembre 1963, Elisabeth Medou Badang fait partie d'une famille de 21 enfants. Son père chirurgien des hôpitaux de Paris, leur inculque les valeurs telle la quête de l’excellence, l’égalité de genre, le travail sous toutes ses formes : intellectuel ou manuel. Dans ce cadre il les implique garçons et filles dans des travaux de construction, agricoles dans des plantations de bananiers ou de cacaoyers qu’il crée à dessein.
Son père, médecin formé en Allemagne, possède de nombreuses plantations de bananiers et de cacaoyers où Elisabeth et ses frères s'initient très jeunes aux travaux champêtres.
Elisabeth Medou Badang a fait des études en finances et comptabilité sanctionnées par une Maitrise obtenue à l'université de Paris XI et plus tard par un Diplôme d’études Comptable Supérieur. Elle a enrichi ces études par des formations spécialisées en stratégie, en management et en commerce dans les écoles telles Cranfield School of Management, ESC Paris et l'EM Lyon.

### Carrière
Elle commence sa carrière à Paris dans la société de gestion de portefeuilles Thorp qui opère sur la bourse de Paris 8 avant de rejoindre Parpharm Agro Industrie, entité dans laquelle la Proparco est actionnaire de référence et administrateur Proparco, filiale de l'agence française de développement ; comme Contrôleur de gestion puis directrice déléguée.
En 1999, elle décide de revenir au Cameroun. « Je suis retournée au Cameroun sans vraiment y croire. J’avais un billet retour. Mes proches ne me donnaient même pas trois mois avant de repartir en France ». Elle y reste en définitive. Mariée, elle devient la mère de deux enfants. Elle rejoint Mobilis, qui devient en 2002 Orange Cameroun, au poste de directrice administrative et financière, première Camerounaise à faire partie du comité de direction de cette filiale de France Télécom. Elle y est promue au poste de directrice générale adjoint en 2004  avant d'être nommée Chief Executive Officer d'Orange Botswana en décembre 2009, poste qu'elle occupe jusqu'à sa nomination en novembre 2013 au poste de Directrice Générale d'Orange Cameroun.
Le 2 décembre 2013, elle remplace officiellement à la tête de l'entreprise de télécommunication le Français Jean Bardet, devenant ainsi la toute première femme et aussi la toute première africaine à occuper ce poste au Cameroun.
Le 10 février 2018, elle quitte la direction d'Orange Cameroun pour se diriger vers le comité de direction d’Orange MEA en tant que de Directrice de Zone et porte-parole d’Orange MEA.

## Prix et Distinctions
- 2013 : Chevalier de l'ordre national du mérite[13]
- 2013 : Meilleur opérateur d’Afrique Australe et de l’Est aux Africa Telecom People (ATP) Award avec Orange Botswana[7]
- 2014 : Meilleure manager Télécom d’Afrique, ATP Award[14].
- 2015 : Empowering Women Rebranding Africa Award au Rebranding Africa Forum[15].
- 2015 : Orange Cameroun Top en employer Afrique 2016[16],[17]
- 2016 : Orange Cameroun Top employer global 2016[18]
- 2016 : L'adoubement Ngondo 2016. Adoubée par le Ngondo après 15 ans de partenariat avec Orange Cameroun.

### Liens Externes
- Site officiel

### Autres projets
- Elisabeth Medou Badang sur Commons